# ブンダヒシュン
ブンダヒシュン（Bundahishn）とは、「原初の創造」を意味し、中世ペルシアにおいて、ゾロアスター教の宇宙観の百科全書的な集成とパフレヴィー語で書かれた著作の名前でもある。もともとの名称は知られていない。アヴェスタの世界を描いているがアヴェスタの写本ではない。

## 内容
内容はゾロアスター教の経典を反映し、古代ゾロアスター教徒とゾロアスター以前の信仰の双方を反映している。アヴェスタの失われた8巻の内容に相当すると考えられている。
7世紀以降のイスラーム期のイランの事情も反映していると考えられる。
ブンダヒシュンにおいては、ゾロアスター教の創世神話、アフラ・マズダーとアンラ・マンユ（アーリマン）の最初の戦闘に関しても記述されている。
宇宙創世後の最初の3000年期において、アフラ・マズダーはen:Fravashisを創り、アンラ・マンユを服属させ、次の3000年期まで眠らせる。アンラ・マンユの不在中に、物質界の根源要素であるen:Amesha Spentas（聖なる不死者。神々。中でも特に6大天使を意味することが多い） を作り出し、en:Asha（参考アシャ・ワヒシュタ）で彼の王国を満たす（アシャとは、ヴェーダ語のアルタと同じ。「正義」「真実」を神格化したもの）。ブンダヒシュンは、最終的に、原初の牡牛en:Gavaevodata、最初の人間ガヨーマルトの誕生に言及している。
また、ブンダヒシュンは、若干サーサーン朝の誕生部分まで言及されており、アレクサンドロスがアヴェスターを焼き去った事、イラン国を90あまりの国に分割したことなども記載されている。

## インド版、イラン版写本
現在インド版、イラン版の2つの校訂本が残っている。書籍のタイトルは、2つの校訂本のうち、イラン版の最初の文章の6語を適用していると見られている（より古い校訂本の先頭行は異なっている）。
最初の翻訳名は「Zand-Ākāsīh（"Zand-knowing"）、意味は「注釈からの知識」で、最初の行の最初の２つの語から取っている。
概要の章のほとんどが8から9世紀に遡り、デーンカルドのもっとも古い部分と同時代だと思われる。他の部分は、もっとも古い部分から数世紀新しいと考えられ、もっとも古い写本は16世紀中頃に遡る。
2つの校訂本のうち、短い方はインドで発見された。このコピーが1762年にアンクティル・デュペロンにより欧州へもたらされた。「インド ブンダヒシュン」といわれる。
イラン版は長く、1870年頃にT.D. Anklesariaにより、イランからインドにもたらされた。「イラン ブンダヒシュン」と言われ、通常単に「ブンダヒシュン」という場合、イラン版を示す。
この2つの校訂本は別々の写本系統に属しており、イラン版の方は1540年、インド版は1734年に遡る。
インド版はLesser(lBd）、イラン版はGreater（GBd）(「大ブンダヒシュン」)と略される。lBdはアラビア数字、GBdはローマ数字で章が分けられ、章の順番も両者は異なる。

## 章構成
各章は、もともとの題名と思われるものは、マッケンジーによりクォーテーションマークで括られ、マークの無いものはタイトルが無く、内容のサマリからつけられている。下記一覧中ローマ数字はGBd、2列目はアラビア数字でlBdのもの。
| I.      | (1)     | アフラ・マズダーの原初の創造と悪霊の来襲. |
| I A.    | n/a     | "創造者の物質創造" |
| II.     | (2)     | "光りの到来" |
| III.    | n/a     | "創造者の創造の理由。戦いに向けて" |
| IV.     | (3)     | "創造者に対する敵対者の動き." |
| IV A.   | (4)     | 聖なる牡牛の死. |
| V.      | (5)     | "2つの精霊の対立" |
| V A.    | n/a     | "世界のホロスコープ、それはどのように起こったか" |
| V B.    | n/a     | 惑星. |
| VI.     | n/a     | "悪霊に対する、世界の創造者の戦い." |
| VI A.   | (6)     | "空の霊が悪霊と行った最初の戦い." |
| VI B    | (7)     | "水の精と悪霊が為した第2回目の戦い." |
| VI C.   | (8)     | "大地の精と悪霊が為した第3回目の戦い " |
| VI D.   | (9)     | "植物の精が為した第4回目の戦い " |
| VI E.   | (10)    | "聖なる牡牛が為した第5回目の戦い " |
| VI F.   | n/a     | "ガヨーマルトが為した第6回目の戦い " |
| VI G.   | n/a     | "火が為した第7回目の戦い" |
| VI H.   | n/a     | "動かない星々が為した第8回目の戦い " |
| VI I.   | n/a     | "精霊が為した第9回目の戦い" |
| VI J.   | n/a     | "混合によっても影響を受けない星々が為した10回目の戦い." |
| VII.    | n/a     | "これら諸創造の形" |
| VIII.   | (11)    | "大地の性質" |
| IX.     | (12)    | "山の性質" |
| X.      | (13)    | "海の性質" |
| XI.     | (20)    | "河川の性質" |
| XI A.   | (20)    | "河川の特質" |
| XI B.   | (21)    | 17種類の"水"(液体). |
| XI C.   | (21)    | アラング、メルブ、ヘルマンド川の不満 |
| XII.    | (22)    | "湖の性質" |
| XIII.   | (14)    | "5種類の動物の性質" |
| XIV.    | (15)    | "男の性質" |
| XIV A.  | n/a     | "女の性質" |
| XIV B.  | (23)    | 黒人達. |
| XV.     | (16)    | "全ての種の誕生の性質." |
| XV A.   | (16)    | その他の再生するもの. |
| XVI.    | (27)    | "植物の性質" |
| XVI A.  | (27)    | 花. |
| XVII.   | (24)    | "人と動物達とあらゆる単体物の部族長達." |
| XVII A. | n/a     | 不公平なものごと. |
| XVIII.  | (17)    | "火の性質" |
| XIX.    | n/a     | "眠りの性質" |
| XIX A.  | n/a     | 努力と休みからの大地と水と植物の独立. |
| XX.     | n/a     | 音. |
| XXI.    | n/a     | "風と雲と雨の性質" |
| XXII.   | n/a     | "有害な生物の性質s." |
| XXIII.  | n/a     | "狼の種族の性質." |
| XXIV.   | (18-19) | "彼らが創造された方法と彼らが降りかかった対立の中にある多様なもの." XXIV. A-C. (18) Gōkarnの木, Wās ī Paṇčāsadwarān (魚),多くの種の木. XXIV. D-U. (19) 三本足のロバ, Haδayãš牛, Čamroš鳥,Karšift鳥,Ašōzušt鳥, その他の有用な獣と鳥達, 白い鷹,Kāskēn 鳥, ハゲワシ,犬, 狐, イタチ, 鼠, ハリネズミ, ビーバー, 鷲,アラブ馬, おんどり. |
| XXV.    | (25)    | "宗教の年" |
| XXVI.   | n/a     | "崇高な神々の偉大な行い." |
| XXVII.  | (28)    | "アーリマンと悪魔達が行った悪行." |
| XXVIII. | n/a     | "世界（小宇宙）の尺度としての男の身体." |
| XXIX.   | (29)    | "大陸の首長権." |
| XXX.    | n/a     | "死者の魂とチンワド橋." |
| XXXI.   | n/a     | "イラン国（ Ērānšahr）の性質, カイ一族（ Kays）の住みか." |
| XXXII.  | n/a     | "驚異と不思議と呼ばれるカイ一族の作った驚嘆すべき住居." |
| XXXIII. | n/a     | "それぞれの1000年期に起こったイラン国（ Ērānšahr） における試練." |
| XXXIV.  | (30)    | "最後の肉体と死の再生" |
| XXXV.   | (31-32) | "カイ一族の祖先と子孫." |
| XXXV A. | (33)    | "モーバドの家族" |
| XXXVI.  | (34)    | "1万2000年の時における英雄達の年月" |